# Małgorzata Baranowska

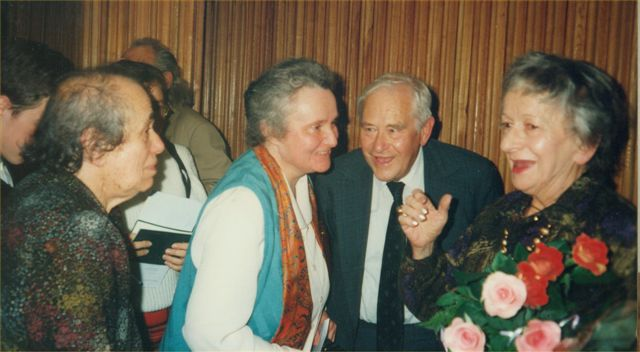
Irena Szymańska. Małgorzata Baranowska, Ryszard Matuszewski, Wisława Szymborska w PEN-Clubie we wrześniu 1996

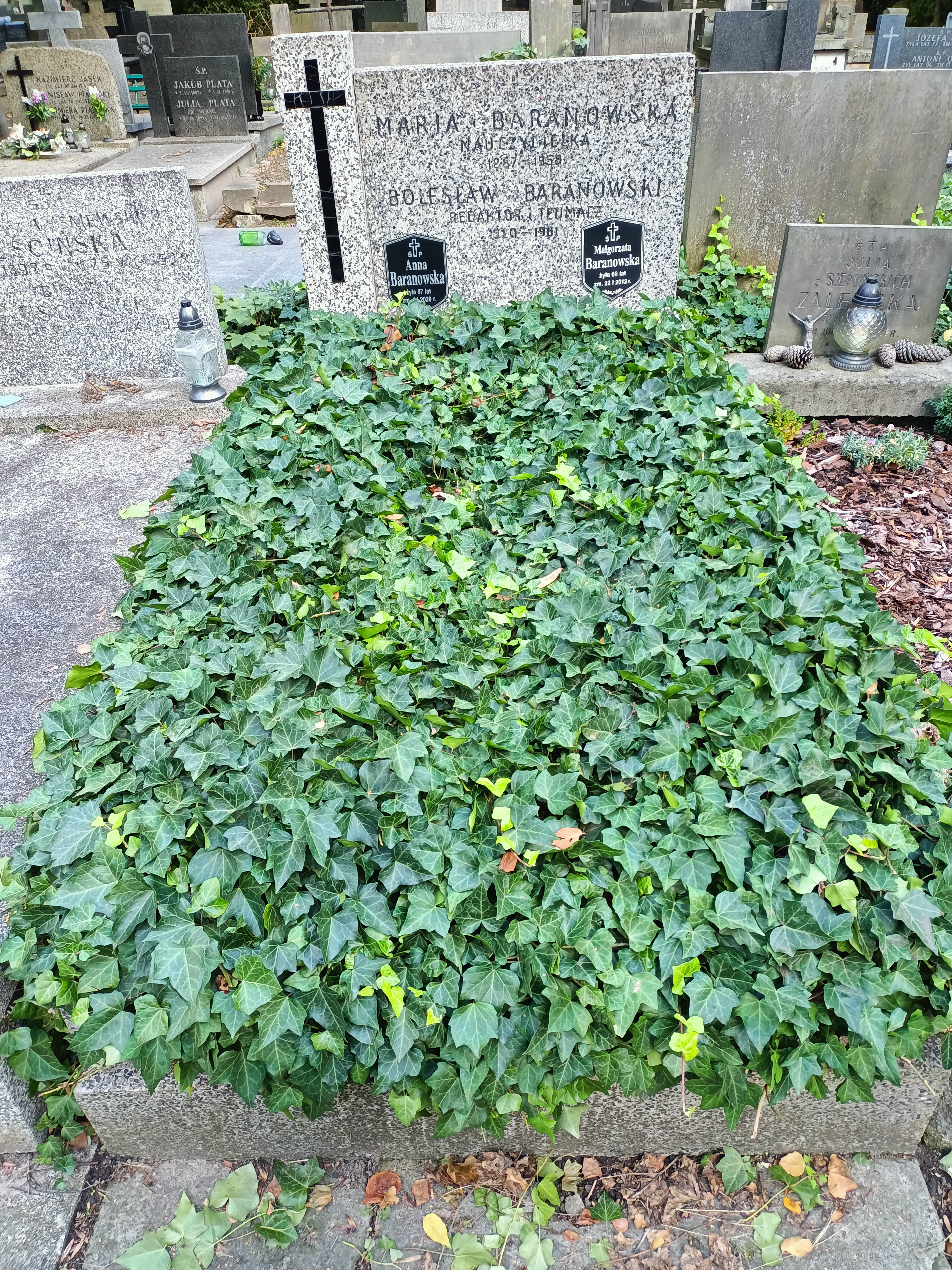
Grób Małgorzaty Baranowskiej na Cmentarzu Powązkowskim w Warszawie

Małgorzata Baranowska (ur. 15 marca 1945 w Krakowie, zm. 22 stycznia 2012 w Warszawie) – polska poetka, pisarka, krytyczka i historyczka literatury, varsavianistka.

## Życiorys
Po ukończeniu studiów polonistycznych na Uniwersytecie Warszawskim pracowała w Instytucie Wydawniczym Nasza Księgarnia. Od 1972 pracowała w Instytucie Badań Literackich Polskiej Akademii Nauk. Autorka słuchowisk dla dzieci i audycji literackich w Polskim Radiu. Posiadała stopień doktora nauk.
Członkini Związku Literatów Polskich i Stowarzyszenia Pisarzy Polskich. Publikowała w czasopismach „Teksty Drugie”, „Res Publica Nowa”, „Twórczość”, „Konteksty”. Dwukrotnie nominowana do Nagrody Literackiej Nike: w 2000 za książkę Prywatna historia poezji oraz w 2004 za książkę Posłaniec uczuć: prywatna historia pocztówki (ta książka została wybrana książką Stycznia Warszawskiej Premiery Literackiej 2004). W 2004 otrzymała nagrodę Ministra Kultury.
Przez 30 lat ciężko chorowała (na toczeń rumieniowaty układowy), a swoim zmaganiom poświęciła książkę To jest wasze życie. Być sobą w chorobie przewlekłej (1994).
Pogrzeb pisarki odbył się 27 stycznia 2012 w kościele pw. św. Karola Boromeusza na Starych Powązkach, gdzie spoczęła (kwatera 102-4-27).

## Twórczość
tomy poezji:
- Miasto (1975)[1]
- Zamek w Pirenejach (1980)[1]
- Powrót (2002)[1]

rozprawy i eseje poświęcone poezji:
- Surrealna wyobraźnia i poezja (1984[1])
- Tak łatwo było nic o tym nie wiedzieć: Szymborska i świat (1996)[1]
- Prywatna historia poezji (1999)[1]

proza filologiczna
- Pamiętnik mistyczny (1988)[1]
- To jest wasze życie. Być sobą w chorobie przewlekłej (1994)[1]

esej
- Warszawa: miesiące, lata, wieki (1996)[1]

pozostałe
- Jak słońce pilnowało żyrafek (1988) – dla dzieci
- Pawie oczka (1988) – dla dzieci
- Posłaniec uczuć: prywatna historia pocztówki (2003)
- Tylko się rozejrzeć. Szczęście codzienne (2004)